# Townesia exilis
Townesia exilis là một loài tò vò trong họ Ichneumonidae.